# Municipio de Bear Creek (Dakota del Norte)
El municipio de Bear Creek (en inglés: Bear Creek Township) es un municipio ubicado en el condado de Dickey en el estado estadounidense de Dakota del Norte. En el año 2010 tenía una población de 183 habitantes y una densidad poblacional de 2,35 personas por km².

## Geografía
El municipio de Bear Creek se encuentra ubicado en las coordenadas 46°9′24″N 98°3′15″O / 46.15667, -98.05417. Según la Oficina del Censo de los Estados Unidos, el municipio tiene una superficie total de 77.99 km², de la cual 77,72 km² corresponden a tierra firme y (0,35 %) 0,27 km² es agua.

## Demografía
Según el censo de 2010, había 183 personas residiendo en el municipio de Bear Creek. La densidad de población era de 2,35 hab./km². De los 183 habitantes, el municipio de Bear Creek estaba compuesto por el 99,45 % blancos, el 0,55 % eran amerindios. Del total de la población el 0,55 % eran hispanos o latinos de cualquier raza.